# Karl Köther
Karl Köther (27 maggio 1905 – 27 gennaio 1986) è stato un pistard tedesco.

## Palmarès

### Olimpiadi
- Bronzo a Amsterdam 1928 nel tandem.